# Guerrino Mattia Monassi
Guerrino Mattia Monassi (Urbignacco di Buja, 1918 - Bergamo, 1981) foi um medalhista e gravador italiano. Ele foi aluno de Pietro Giampaoli que o chamou a Roma em 1934 na oficina de Torre dei Capocci. Em 1963 foi nomeado gravador-chefe do Istituto Poligrafico e Zecca dello Stato.